# Lucius Antonius Marinianus
Lucius Antonius Marinianus war ein im 3. Jahrhundert n. Chr. lebender Angehöriger des römischen Ritterstandes (Eques).
Durch eine Inschrift, die bei Porolissum gefunden wurde und die auf 211/222 datiert ist, ist belegt, dass Marinianus Präfekt der Cohors V Lingonum Antoniniana war, die zu diesem Zeitpunkt in Dakien stationiert war.